# Mieczysław Siewierski
Mieczysław Witold Siewierski (ur. 22 października 1900 w Warszawie, zm. 9 października 1981 tamże) – polski prawnik, profesor, specjalista prawa karnego, kierownik Katedry Postępowania Karnego Uniwersytetu Łódzkiego, pierwszy prokurator Sądu Najwyższego.

## Życiorys
Urodził się 22 października 1900 r. w Warszawie, w rodzinie Henryka i Marii z domu Markowskiej. Od 1909 r. uczył się w warszawskim gimnazjum im. M. Reja. a następnie w gimnazjum Centralnego Komitetu Obywatelskiego w Moskwie, kończąc je z odznaczeniem w 1918 r. W latach 1914–1918 był członkiem harcerstwa w Warszawie i Moskwie.
Jesienią 1918 r. przyjechał do Warszawy i rozpoczął w październiku studia na wydziale prawa Uniwersytetu Warszawskiego, przerwane wkrótce potem, gdy w listopadzie 1918 r. zaangażował się w zbrojną walkę o niepodległość kraju. Służbę w Wojsku Polskim zakończył w grudniu 1920 r. w stopniu podchorążego. 27 lipca 1926 prezydent RP mianował go podporucznikiem w rezerwie ze starszeństwem z dniem 1 lipca 1925 w korpusie oficerów łączności i 38. lokatą. W 1934, jako oficer rezerwy pozostawał w ewidencji Powiatowej Komendy Uzupełnień Warszawa Miasto III. Posiadał przydział w rezerwie do Centrum Wyszkolenia Łączności w Zegrzu.
Po zwolnieniu z wojska kontynuował naukę na Uniwersytecie Warszawskim, ukończoną w 1923 r. Po odbyciu w latach 1923–1925 aplikacji sędziowskiej pracował jako sędzia śledczy w Radomiu, następnie podprokurator i wiceprokurator Sądu Okręgowego i Sądu Apelacyjnego w Warszawie, prokurator Sądu Najwyższego. W ostatnim okresie przed wojną pracował w Ministerstwie Sprawiedliwości jako kierownik Nadzoru Prokuratorskiego, a od 1936 r. dyrektor Biura Personalnego. 
Ponadto od 1930 r. członek zarządu głównego Zrzeszenia Sędziów i Prokuratorów RP, od 1935 r. wiceprezes sekcji prawa karnego Towarzystwa Prawniczego w Warszawie, wiceprezes koła Stowarzyszenia „Rodzina Urzędnicza” przy Ministerstwie Sprawiedliwości. Publikował też prace prawnicze w „Głosie Sądowniczym” i „Archiwum Kryminologicznym” oraz zaczął przygotowywać rozprawę doktorską. 
W czasie okupacji niemieckiej zaangażował się w ruch oporu, m.in. w Delegaturze Rządu na Kraj.
Po wyzwoleniu Polski obronił pracę doktorską na Uniwersytecie Poznańskim w 1948 r. Mianowany w 1945 r. pierwszym prokuratorem Sądu Najwyższego oraz prokuratorem Najwyższego Trybunału Narodowego. W związku z tą ostatnią funkcją występował w 1946 jako oskarżyciel w procesach zbrodniarzy niemieckich, m.in. Arthura Greisera i Alberta Forstera.
W czerwcu 1950 r. Siewierski został aresztowany i osadzony na tym samym oddziale więzienia mokotowskiego co Albert Forster. Siewierskiemu zarzucono m.in. to, że jako przedwojenny prokurator oskarżał w procesach działaczy komunistycznych, oraz wyznaczał sędziów do pracy w komisjach wyborczych w wyborach na „mocy konstytucji faszystowskiej” z 1935 roku. Skazany 2 II 1953 r. na sześć lat więzienia, z redukcją kary do trzech lat na mocy amnestii z 1947 r. W maju 1953 r. oskarżono go z kolei o pomoc powojennej opozycji, jednak to postępowanie umorzono w listopadzie 1954 r. na mocy amnestii z 1952 i Siewierski został zwolniony. Uniewinniony w 1956 r.
Od 19 stycznia 1929 r. był mężem Hanny z Ocetkiewiczów (1905–1991).
Zmarł w Warszawie. Pochowany na cmentarzu Powązkowskim (kwatera Pod Murem I-1-56).

## Ordery i odznaczenia
- Medal Pamiątkowy za Wojnę 1918–1921[2]
- Medal Dziesięciolecia Odzyskanej Niepodległości[2]
- Brązowy Medal za Długoletnią Służbę[2]